# Бишоп, Ричард Лоуренс
Ричард Лоуренс Бишоп — американский математик.
Наиболее известен неравенством Бишопа — Громова, названным в его честь совместно с Громовым.

## Биография
Рос в семье из девяти детей на молочной ферме в Аллегане, штат Мичиган.
После окончания школы он последовал по стопам старших брата и сестёр и поступил в Колледж Лейк-Мичиган.
Затем он перевёлся в Технологический институт Кейса в Кливленде (Огайо), где познакомился со своей будущей женой Долорес.
После окончания института они с Долорес переехали в Бостон (Массачусетс), где Ричард продолжал обучаться математике в Массачусетском технологическом институте.
Защитил диссертацию в 1959 году под руководством Изадора Зингера.
После этого работал в Иллинойсском университете в Урбане-Шампейн.
Имел также временные позиции в Калифорнийском университете в Лос-Анджелесе и Массачусетском технологическом институте.
Ушёл на пенсию в 1997 году, но продолжал работать до своей смерти.
Умер у себя дома 18 декабря 2019 года.

## Вклад
Доказал частный случай так называемого неравенства Бишопа — Громова.
Оно было обобщено Громовым и является ключевым инструментом в исследовании римановых многообразий с ограниченной снизу кривизной Риччи.
Совместно со Стефани Александер, привёл необходимое и достаточное условия на искривлённые произведения с кривизной ограниченной снизу и сверху в смысле Александрова.
Также с ней было получено обобщение теоремы Картана — Адамара.

## Признание
- Действительный член Американского математического общества (2013 год).[4]

## Книги
- Bishop R. L., Crittenden R. J. Geometry of Manifolds. — Academic Press, 1964., второе издание AMS-Chelsea, 2000.
  - переведена на русский Бишоп Р. Л., Криттенден Р. Дж. Геометрия многообразий. — 1967.
- Bishop R. L., Goldberg S. I. Tensor Analysis on Manifolds. — 1968.